# Gemaal De Hoekse Molen
De Hoekse Molen is de naam van een gemaal in de Nederlandse polder Lopikerwaard.
Het gemaal werd in 1987 gebouwd en vervangt sindsdien de gemalen Heeswijk en de oude Hoekse Molen. Van dit laatstgenoemde gemaal resten heden ten dage nog slechts de funderingen. Deze zijn te bezichtigen langs het fietspad tussen de Achtersloot/Knollemanshoek enerzijds en Blokland anderzijds. De oude Hoekse Molen was een watermolen naar een ontwerp van Simon Stevin.
| Technische gegevens Gemaal De Hoekse Molen | Technische gegevens Gemaal De Hoekse Molen |
| ------------------------------------------ | ------------------------------------------ |
| Pomptype                                   | 2-toerige vijzelpomp                       |
| Capaciteit (m³/sec)                        | 0,8 of 1,7                                 |
| Overbrugbaar hoogteverschil (m)            | 2,65                                       |
| Te bemalen oppervlakte (ha)                | 900                                        |
| In gebruik genomen (jaar)                  | 1987                                       |

De Keulevaart · De Pleyt · De Hoekse Molen · De Koekoek
polder · gemaal